# 坪倉唯子
坪倉唯子（日语：坪倉 唯子，1963年3月4日—），日本女歌手。出身於大阪府枚方市。樂團B.B.QUEENS成員，負責主唱、作詞、作曲。O型血。

## 人物
大阪府枚方市立津田中學校畢業、大阪府立長尾高等學校畢業。
她以作為樂團B.B.QUEENS的主唱為人熟知，還活躍於唱片和和聲的錄音室音樂家，以及巡迴支援音樂家。本來是微弱的中低音音質，但擔任B.B.QUEENS的主唱時，用鼻音略高的聲音唱歌，透過改變聲色來恰當地使用角色。此外，根據工作的不同，活動也以完整的別名而不是以坪倉的名義進行。
其他還有為可口可樂「is it! '86 夏」等廣告歌曲，及《吹泡糖危機》、《橙路》、《SAMURAI DEEPER KYO》的動畫歌曲進行提供。此外，在廣播節目中也擔任過KBS京都的《Hyper Night》週四第4代主持人。於日本電視台綜藝節目《第一次上街採購 夏季大冒險特別篇》中第一次擔任旁白解說。及負責「高須整形外科」的廣告聲音商標之章節。

## 來歷
1981年5月，當時18歲的坪倉唯子參加於第21屆山葉流行歌曲比賽嬬戀總決賽中首度亮相。同年10月，於第22屆山葉流行歌曲比賽關西四國大賽獎「Easygoing」嬬戀總決賽中獲得入選（嬬戀總決賽的大獎是阿拉丁的「完全無缺席的搖滾舞曲」）。因為山葉工作人員的調戲，所以她遠離了山葉。1981年秋天，她以「桑名晴子 with 烘焙店」之名義參加。
1985年，坪倉唯子以「Cry For The Moon」作為個人歌手的身份，經阿波羅音樂工業出道步入歌壇。同時，她還擔任中島美雪、中原明子、渡邊美里的伴唱隊員。1989年，她參加音樂組合海邊全明星之活動。
1990年，她加入BMG Victor。與近藤房之助等人結成B.B.QUEENS。並以《櫻桃小丸子》的初代片尾主題曲《大家來跳舞》創下百萬銷售量。當她出現在排名節目中的這段時期，在中島美雪的演唱會的現場上，她一直持續擔任中島的伴唱出現在舞台上。而且還擔任B'z作品、以及工藤靜香翻唱作品的伴唱隊伍。
1992年，負責KBS京都電台週四節目《Hyper Night》的DJ。此外在尾崎豐作品中收錄的歌曲「存在於黑暗中」與戶田惠子擔任合音。同年，也負責樂團T-BOLAN歌曲「Bye For Now」的合音。
1993年，以日本電視台電視劇《嫉妒》的主題曲一炮而紅。
1998年，於音樂劇《吉屋出租》中演出。
2006年，與福山雅治等人一起作為INOUE AKIRA & M.I.H.BAND的主唱參加了本田美奈子.的紀念單曲《wish》。9月23日，作為吉田拓郎的伴唱隊員，參加「吉田拓郎 & 輝耀姬 Concert in 嬬戀 2006」。
2008年，參加福山雅治的倒數計時現場（橫濱體育館）作為後台伴唱。
2009年4月20日，與富倉安生、中村哲、江口信夫、三澤又郎、齋藤有太、中山美沙等人在Blues Alley一起進行現場獨唱。及福山雅治出道20週年紀念演唱會、舞台巡迴「FUKUYAMA MASAHARU 20th ANNIVERSARY WE'RE BROS. TOUR 2009 ～道標～」作為後台伴唱。10月20日，與今剛、後藤次利、山木秀夫、重實徹、三澤又郎、牛山玲奈一起又在Blues Alley進行現場獨唱。
2010年2月4日，在Blues Alley，與富倉安生、島村英二、古川望、鈴木明男、清岡太郎、齊藤有太、三澤又郎一起進行現場獨唱。3月4日，又在Blues Alley，舉辦自身誕生日現場演唱，與富倉安生、島村英二、古川望、清岡太郎、中村哲、三澤又郎、友成好宏、（Vo）比山貴咏史、木戶泰弘、廣谷順子、中山美沙、杉本和世一起共同進行。4月，擔任平成22年度（2010年）洗足學園音樂大學「Rock & Pops Vocal」的講師。9月11日，在Blues Alley，與富倉安生、島村英二、古川望、中村哲、鈴木明男、清岡太郎、齊藤有太、三澤又郎一起進行現場獨唱。及中島美雪TOUR2010擔任後台伴唱。
2011年，與近藤房之助、增崎孝司、宇德敬子重新開始B.B.QUEENS的活動。另外，參加福山雅治的舞台巡演「UKUYAMA MASAHARU WE'RE BROS. TOUR 2011 THE LIVE BANG！」作為伴唱。
2016年1月28日，出演富士電視台NEXT播出的音樂節目《坂崎幸之助的桃色放克村NEXT》（於第16集直播演出）。和桃色幸運草Z、崎幸之助（村長）、近藤房之助、保羅·吉爾伯特、武部聰志、佐藤大剛、加藤泉一起演出。有《大家來跳舞》（B.B.QUEENS）、（神聖放逐樂隊）。

## 音樂作品

### 單曲
| 枚數 | 規格編號  | 發行日期       | 單曲名稱（日文名稱）                         | 樂曲製作                                     | 最高排名 |
| ---- | --------- | -------------- | -------------------------------------------- | -------------------------------------------- | -------- |
| 1st  | AY07-39   | 1985年11月21日 | Cry For The Moon                             | 作詞：泉麻人 作曲：井上大輔 編曲：萩田光雄   | 第50名   |
| 2nd  | AY07-49   | 1986年6月21日  | 熱帶夜 -Dancin' in the Middle of Night- （熱帯夜 -Dancin' in the Middle of Night-） | 作詞：來生悅子 作曲：林哲司 編曲：鳥山雄司   | 圏外     |
| 3rd  | BVDR-14   | 1990年6月21日  | 幸福遊戲（）                                 | 作詞：荒木豐久 作曲・編曲：寺尾廣            | 圈外     |
| 4th  | BMDR-1001 | 1993年1月27日  |                                              | 作詞：大津彰 作曲：織田哲郎 編曲：池田大介   | 第25名   |
| 5th  | BMDR-1012 | 1994年1月21日  | 冬天的星座（）                               | 作詞：坪倉唯子 作曲：古川真一 編曲：池田大介 | 第78名   |
| 6th  | KICM-3033 | 2002年8月7日   | 青色的鎮魂曲（青のレクイエム）                             | 作詞：小竹正人 作曲、編曲：PIPELINE PROJECT  | 第69名   |

### 專輯
| 枚數 | 規格編號   | 發行日期      | 專輯名稱       | 最高排名 |
| ---- | ---------- | ------------- | -------------- | -------- |
| 1st  | BY32-14    | 1986年6月21日 | Always in Love | 圈外     |
| 2nd  | B29D-14103 | 1990年3月21日 | Loving You     | 圈外     |
| 3rd  | BMCR-6004  | 1993年4月7日  |                | 第29名   |
| 4th  | BMCR-6011  | 1994年10月5日 | Devious        | 圈外     |

### 迷你專輯
| 枚數 | 規格編號  | 發行日期      | 專輯名稱          | 最高排名 |
| ---- | --------- | ------------- | ----------------- | -------- |
| 1st  | BVCR-2307 | 1991年7月21日 | I Wanna Be Myself | 圈外     |

### LIVE專輯
| 枚數 | 規格編號  | 發行日期      | 專輯名稱 | 最高排名 |
| ---- | --------- | ------------- | -------- | -------- |
| 1st  | BVCR-2308 | 1991年7月21日 |          | 圈外     |

### 參加作品
1. （1989年3月21日）
M-2「Woman From The Moon」、M-8「Deep In The Dark」
2. PLAYERS POLE POSITION Vol.2 SURFIN' U.S.A.（1989年6月21日）
M-6「SURFER GIRL」、M-8「Deep In The Dark」
3. 「吹泡糖危機4」動畫原聲帶（1989年7月5日）
M-2、M-11「TWILIGHT」
4. PLAYERS POLE POSITION Vol.3 DANCE TO THE CHRISTMAS CAROL （1989年11月21日）
M-2「WINTER WONDERLAND」、M-8「SANTA CLAUS IS COMING TO TOWN」、M-9「THE FIRST NOEL」
5. 「吹泡糖危機]5」動畫原聲帶（1989年12月3日）
M-1、M-11
6. 「吹泡糖危機]6」動畫原聲帶（1990年8月22日）
M-11「Rock me」
7. 「BEST GUY（日语：BEST GUY）」電影原聲帶（1990年12月5日）
M-5「LOVE IN THE SKY」
8. ROYAL STRAIGHT SOUL （1991年1月10日）
M-4「A NATURAL WOMAN」
9. （1991年6月21日）※CM NETWORK with 坪倉唯子名義
M-1（武田藥品工業「合利他命V（日语：アリナミン）」廣告歌曲）
10. 「我們的七日戰爭2」電影原聲帶（1991年7月11日）
M-8「Easy Game」
11. ROYAL STRAIGHT SOUL II（1991年9月21日）
M-2「SUMMER TIME」
12. ROYAL STRAIGHT SOUL III Vol.2 Red Lovers（1992年7月22日）
M-2「SUPERSTAR」
13. 「愛與疑惑之懸疑」片尾主題曲集（M-7.）
14. 可口可樂廣告歌曲集（M-18.Coke is it！'86夏）※「坪倉唯子、楠木勇有行（日语：楠木勇有行）」名義

## 商業搭配
| 樂曲             | 商業搭配                                                 |
| ---------------- | -------------------------------------------------------- |
| Cry For The Moon | 歌樂CF形象歌曲                                           |
|                  | OVA《橙路》片頭主題曲                                    |
| 幸福遊戲         | 朝日電視台電視劇《美麗的騙子》主題曲                     |
|                  | 朝日電視台Wide Show《TONIGHT》片尾主題曲                 |
|                  | 日本電視台電視劇《嫉妒》主題曲                           |
| 冬天的星座       | TBS電視劇《3丁目9番地》片頭主題曲                        |
|                  | 關西電視台、富士電視網電視劇《愛與疑惑之懸疑》片尾主題曲 |
| 青色的鎮魂曲     | 東京電視台電視動畫《SAMURAI DEEPER KYO》片頭主題曲       |
| LOVE DEEPER      | 東京電視台電視動畫《SAMURAI DEEPER KYO》片尾主題曲       |

## 主要錄音參加作品
- 今井美樹
  - 『Superstar』（1988年）
- 大黑摩季
  - （1996年）
- 織田哲郎
  - 『ENDLESS DREAM（日语：ENDLESS DREAM）』
  - 「(Journey to the) Endless Dream」
  - （1992年）
  - 『SEASON（日语：SEASON (織田哲郎のアルバム)）』（1988年）
- ORIGINAL LOVE（日语：ORIGINAL LOVE）
  - （1993年）
  - 『聽風的歌（日语：風の歌を聴け (ORIGINAL LOVEのアルバム)）』（1994年）
- 河內淳一（日语：河内淳一）
  - 『One Heart（日语：河内淳一のディスコグラフィ#アルバム）』（1988年）
- KIX-S（日语：KIX-S）
  - 『BODY（日语：BODY (アルバム)）』（1995年）
- 工藤靜香
  - 『靜香（日语：静香 (アルバム)）』（1988年）
  - 『rosette（日语：rosette）』（1990年）
  - 「千流之」（1990年）
  - 「Blue Rose（日语：Blue Rose）」（1994年）等多數
- 西城秀樹
  - 『MAD DOG（日语：MAD DOG）』（1991年）
- ZARD
  - 『TODAY IS ANOTHER DAY』（1996年）
  - 「轉動命運之輪」（1998年）
- 反町隆史
  - 「POISON ～在這想說的話卻說不出口的世界～（日语：POISON 〜言いたい事も言えないこんな世の中は〜）」（1998年）
- 恰克與飛鳥
  - 「為何以您不歸來（日语：なぜに君は帰らない）」（1993年）
- 夏之管
  - 「SUMMER DREAM（日语：SUMMER DREAM）」（1987年）
  - 『Melodies & Memories（日语：Melodies & Memories (アルバム)）』（1994年）
- T-BOLAN
  - 「Bye For Now（日语：Bye For Now）」（1992年）
- 隧道二人組
  - 『Arrival（日语：Arrival (とんねるずのアルバム)）』（1994年）
- 中島美雪
  - 『中島美雪』（1988年）
  - 『回帰熱（日语：回帰熱 (アルバム)）』（1989年）
  - 『穿越夜色（日语：夜を往け）』（1990年）
  - （1991年）
  - 『EAST ASIA』（1992年）
  - （1998年）
  - 『搖籃曲歌手（日语：ララバイSINGER）』（2006年）
  - （2007年）
  - 『深夜的動物園（日语：真夜中の動物園）』（2010年）
  - 『來自荒野（日语：荒野より (アルバム)）』（2011年）
  - 『常夜燈（日语：常夜灯 (中島みゆきのアルバム)）』（2012年）
  - 『問題集（日语：問題集 (アルバム)）』（2015年）
- 春道哉
  - 『Smile On Me』
  - （1989年）
- B'z
  - 「LADY-GO-ROUND」（1990年）
  - 「VAMPIRE WOMAN」（1990年）
- 冰室京介
  - 『Higher Self（日语：Higher Self）』（1991年）
- 福山雅治
  - 「櫻坂」（2000年）
- MISIA
  - 『MARVELOUS』
  - 「la la la」（2001年）
- Mr.Children
  - 「Everything (It's you)」（1997年）
- 野猿（日语：野猿）
  - 「咆嘯（日语：叫び (野猿の曲)）」（1998年）
  - 「Be cool！（日语：Be cool!）」（1999年）
  - 「Selfish（日语：Selfish (野猿の曲)）」（1999年）
  - （1999年）
  - 「First impression（日语：First impression (野猿の曲)）」（2000年）
  - 「Chicken guys（日语：Chicken guys）」（2000年）
  - 「Fish Fight！（日语：Fish Fight!）」（2001年）
- 柳讓治（日语：柳ジョージ）
  - 「TOGETHER」（1996年）
- 山本正之（日语：山本正之）
  - （1997年）
- 橫山輝一（日语：横山輝一）
  - 『pressure』（1988年）
- 吉田拓郎（日语：吉田拓郎）
  - （2005年）
  - （2006年）
  - （2009年）
- Little Kiss
  - 「A.S.A.P.（日语：A.S.A.P. (曲)）」（1997年，作為合音）

## 演出
- 櫻桃小丸子（富士電視台，2019年10月6日）－曲藝師姐姐[4]

## 外部連結
- Being Music Creators  （页面存档备份，存于） （日語）
- 坪倉唯子的X（前Twitter） （日語）
- 坪倉唯子的Instagram帳戶 （日語）